# Jewgienij Rogow
Jewgienij Aleksandrowicz Rogow, ros. Евгений Александрович Рогов, (ur. 8 kwietnia 1929 w Czelabińsku, Rosyjska FSRR, zm. 6 lipca 1996 w Moskwie) – rosyjski piłkarz grający na pozycji obrońcy, hokeista, trener piłkarski.

## Kariera piłkarska

### Kariera klubowa
Wychowanek klubu Dzierżyniec Czelabińsk, w barwach którego w 1947 rozpoczął karierę piłkarską. Również dwa lata grał w drużynie hokejowej Dzierżyniec Czelabińsk, w której rozegrał około 20 meczów i strzelił 1 gola. W 1950 został piłkarzem wojskowego WWS Moskwa. W 1953 po rozformowaniu WWW przeniósł się do Lokomotiwu Moskwa. W 1961 zakończył karierę piłkarską.

## Kariera trenerska
Od 1963 do 1965 pracował na stanowisku dyrektora technicznego klubu Lokomotiw Moskwa. Jesienią 1965 po dymisji Borisa Arkadjewa zastąpił go na stanowisku głównego trenera. Następnie trenował reprezentację RFSRR. Od 1970 do 1972 ponownie był na czele Lokomotiwu Moskwa. Potem wyjechał do Afryki. W latach 1973–1976 prowadził reprezentacji Republiki Środkowoafrykańskiej. Przez dwa lata trenował algierski klub, a w 1981 stał na czele reprezentacji Algierii. W latach 1984–1986 pracował w reprezentacji ZSRR na stanowisku dyrektora technicznego, a latem 1986 ponownie został selekcjonerem reprezentacji Algierii. W 1991-1993 kierował algierskim klubem, a w 1996 trenował marokański klub Raja Casablanca.
6 lipca 1996 zmarł w Moskwie.

## Sukcesy i odznaczenia

### Sukcesy klubowe
- wicemistrz ZSRR: 1959
- zdobywca Pucharu ZSRR: 1957

### Sukcesy indywidualne
- wybrany do listy 33 najlepszych piłkarzy ZSRR: Nr 2 (1957), Nr 3 (1955)

### Odznaczenia
- tytuł Mistrza Sportu ZSRR: 1959
- tytuł Zasłużonego Trenera Rosyjskiej FSRR: 1970